# Tilläggsbeteckningar i SAB

## Allmänna tilläggsbeteckningar

### Geografiska tilläggsbeteckningar (strecktillägg)
De geografiska tilläggsbeteckningarna i SAB bildas på följande sätt: tilläggsbokstäverna på avd Na--Nt läggs till signaturen genom bindestreck. På avd J, K och M läggs de i stället direkt till huvudsignaturen.

### Innehållsliga tilläggsbeteckningar (kolontillägg)
:a Bibliografi
:b Forskning
:bf Institutioner
:d Teori, Filosofi
:dd Metodlära
:do Psykologi
:f Terminologi
:k Historia, Lärdomshistoria
:oa Sociologi
:oe Juridik
:oi Statistik
:pu Databehandling
:t Matematik och Statistisk metod

### Kronologiska tilläggsbeteckningar (punkttillägg)
.2 Forntiden
.3 Medeltiden
.4 Nya tiden
.46 1800-talet
.5 1900-talet
.51 1914 - 1918 Första världskriget
.52 1918 - 1939 Mellankrigstiden
.54 1939 - 1945 Andra världskriget
.55 1945 -
.58 1980 -
.59 1990 -
.6 2000 -

### Tilläggsbeteckningar för innehållslig form (parentestillägg)
(p) Periodika
(s) Samlingsverk
(t) Tabeller
(u) Urkunder, lagar
(x) Lexikon
(y) Kartor och Bilder
(ya) Kartor
(yb) Bilder

### Språkliga tilläggsbeteckningar (likhetsteckentillägg)
De språkliga tilläggsbeteckningarna används för att ange det klassificerade objektets språk och består av ett likhetstecken och därefter tilläggsbokstäverna på avd. Fb--Få. På avd. H utgår likhetstecknet och tilläggsbeteckningen ansluts direkt till huvudsignaturen.

### Tilläggsbeteckningar för medier och målgrupper
Dessa tilläggsbeteckningar är av tre typer:
Tilläggsbeteckningar för enbart medier, som bildas med snedstreck, tilläggsbeteckningar för enbart målgrupper, som bildas med kommatecken eller ställs före signaturen samt tilläggsbeteckningar för medier och målgrupper, som bildas med snedstreck.

#### Tilläggsbeteckningar för enbart medier
/B Bilder
/BB Bildband
/BD Diabilder
/BO Originalkonst
/BP Planscher (reproduktioner)
/BS Stordia
/D Elektroniska resurser (maskinläsbara datafiler)
/DA Direktåtkomst, flyttbara, permanenta minnen (chip cartridges, PC cards)
/DB Direktåtkomst, disketter
/DC Direktåtkomst, optiska skivor
/DD Direktåtkomst, kassettband
/DE Direktåtkomst, magnetband
/DO Interaktivt multimedium i direktåtkomst
/DR Fjärråtkomst
/F Föremål
/H Handskrifter
/K Kartor in plano
/KS Sjökort
/KV  Väggkarta
/L Ljudupptagningar
/LC Ljudupptagningar, optiska skivor
/LG Ljudupptagningar, grammofonskivor
/LK Ljudupptagningar, kassetter
/LS Ljudupptagningar, spolar
/M Mikroformer
/MF Mikrofiche, mikrokort
/MM Mikrofilmer
/O Kombinerat material
/V Video- och filminspelningar
/VC Videoupptagningar, optiska skivor
/VG Videoskivor
/VK Videokassetter
/VS Videospolar

#### Tilläggsbeteckningar för enbart målgrupper
,u Barn och ungdom
,uf Småbarn (0-9 år)
,ug Mellanåldern (10-12 år)
,y Läroböcker

#### Tilläggsbeteckningar för både medier och målgrupper
/P Punktskrift
/T Talböcker och annat material framställt enligt 17 § Upphovsrättslagen (eller dess föregångare) för personer med funktionsnedsättning
/TC Ljudupptagningar, optiska skivor, (enligt 17 § Upphovsrättslagen eller dess föregångare)
/TD Elektroniska resurser (enligt 17 § Upphovsrättslagen eller dess föregångare)
/TO Kombinerat material (enligt 17 § Upphovsrättslagen eller dess föregångare)
/TK Talböcker, kassetter, (enligt 17 § Upphovsrättslagen eller dess föregångare)
/TS Talböcker, spolar, (enligt 17 § Upphovsrättslagen eller dess föregångare)